# Volkswagen ID.6
La Volkswagen ID.6 est un SUV électrique dont la production est lancée fin 2021 par le constructeur automobile allemand Volkswagen en Chine et commercialisée à partir de 2022 pour le marché local puis en Europe et aux États-Unis. Il rejoint la gamme électrique « ID » du constructeur de Wolfsburg.

## Présentation
Le véhicule est présenté au salon de l'automobile de Shanghai en avril 2021. Le lancement sur le marché chinois a lieu à l'été 2021. Comme pour la plus petite Volkswagen ID.4, deux variantes sont proposées. L'ID.6 Crozz est la version de FAW-Volkswagen et il est construit à Foshan. L'ID.6 X un peu plus court et il est produit chez SAIC Volkswagen à Anting. Le SUV est le plus grand véhicule basé sur la plate-forme Volkswagen MEB. Il offre également une troisième rangée de sièges.

## Technologie

### Conduite
Comme pour l'ID.4, il existe des variantes avec propulsion et transmission intégrale. Une machine synchrone à aimants permanents d'une puissance de 132 kW (180 PS) ou 150 kW (204 PS) est installée sur l'essieu arrière. La version à traction intégrale dispose également d'un deuxième moteur électrique plus petit sur l'essieu avant. Ici, la puissance totale est de 225 kW (306 PS). La vitesse maximale de l'ID.6 est électroniquement limitée à 160 km/h dans toutes les versions.

### Batterie
Deux accumulateur lithium-ion de Contemporary Amperex Technology sont disponibles pour le véhicule. Le plus petit moteur a un contenu énergétique de 58 kWh net et n'est disponible qu'avec une propulsion arrière. Le plus grand moteur a un contenu énergétique de 77 kWh net et est disponible pour les versions à propulsion et à traction intégrale. L'autonomie est spécifiée jusqu'à 588 km selon la norme NEDC,.

## Concept car
L'ID.6 est préfiguré par le concept car Volksvagen ID. Roomzz présenté au salon de l'automobile de Shanghai en avril 2019.

### Présentation
L'ID. Roomzz est un SUV familial à portes coulissantes à l'avant et à l'arrière à ouverture opposées. Il est basé plateforme modulaire électrique MEB.
Le concept car est motorisé par deux moteurs électriques placés sur les essieux, d'une puissance de 75 kW à l'avant et de 150 kW à l'arrière pour une puissance cumulée de 225 kW (306 ch), alimentés par une batterie lithium-ion d'une capacité de 82 kWh offrant une autonomie maximale de 450 km.